# Ernstkirchen
Ernstkirchen ist ein Gemeindeteil des Marktes Schöllkrippen im unterfränkischen Landkreis Aschaffenburg in Bayern.

## Name

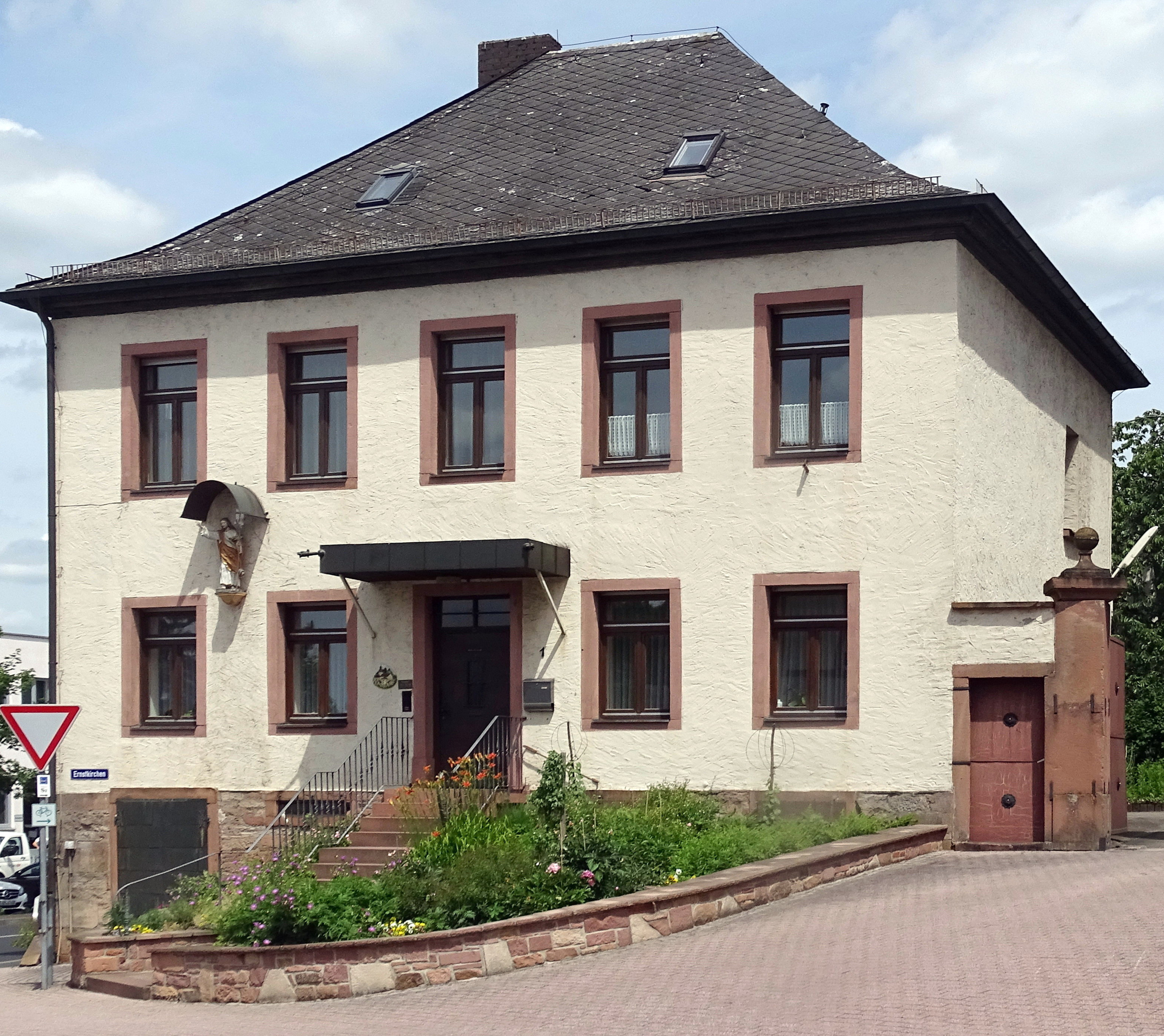
Pfarramt Schöllkrippen-Ernstkirchen

Ursprünglich war Ernstkirchen der Name der Pfarrei, die im Besitz des Stiftes St. Peter und Alexander war. Er ging dann auf die Kirche und später auf den gesamten Ort über. Früher schrieb man „Ernistkirchen“. Der Name wird aus den mittelhochdeutschen Wörtern ernest und von kirche hergeleitet. Es bedeutet Flur und Kirche. Der ursprüngliche Name geht somit auf die Kirche in freiem Feld zurück.

## Geographie
Der Weiler Ernstkirchen befindet sich im mittleren Kahlgrund zwischen Langenborn und Sommerkahl, direkt an der Staatsstraße 2305. Der Weiler ist ein amtlich benannter Gemeindeteil, liegt jedoch in der Gemarkung Schöllkrippen. Ernstkirchen besteht aus der Kirche Sankt Katharina, einem Pfarrhaus, einem Friedhof und einem ehemaligen Kloster mit der damaligen Schule. Heute ist Ernstkirchen mit Schöllkrippen zusammengewachsen. Auf der gegenüberliegenden Straßenseite befindet sich ein Gewerbepark. In den alten Klostergebäuden hat sich die Stiftung Haus Mirjam niedergelassen.

## Kirche

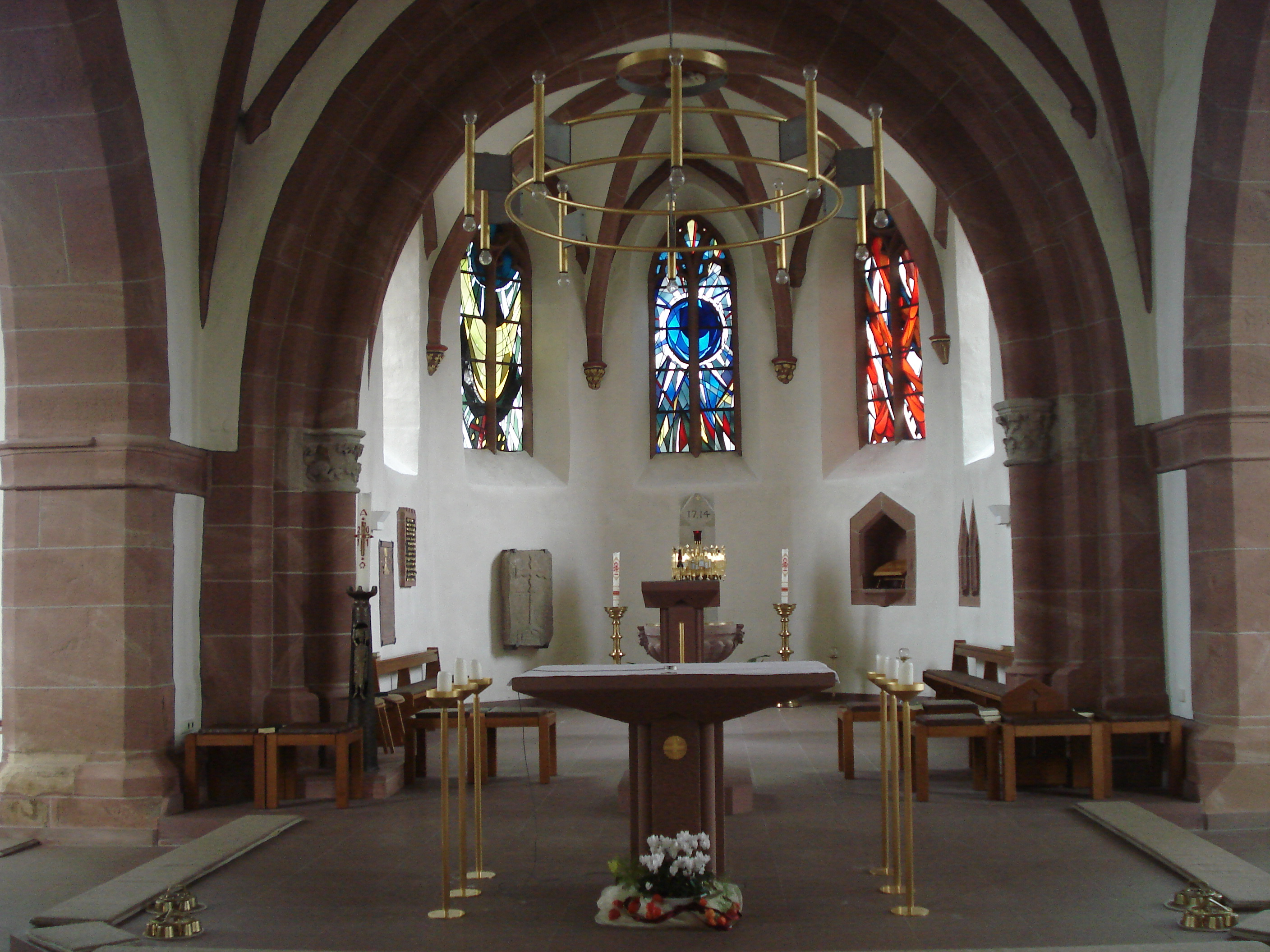
Der Altar unter dem Turm

Sankt Katharina ist eine Kirche in Kreuzform. Sie wurde in der Flur wegen der Nähe zu Handelsstraßen, wie dem Eselsweg und der Birkenhainer Straße, errichtet. Der Hauptdurchgangsweg von der Birkenhainer Straße ins Aschafftal führte in Ernstkirchen aus dem Kahlgrund heraus, weshalb sich dieser Platz anbot. Die Kirche wurde im 14. Jahrhundert errichtet; das Pfarrhaus und das Klostergebäude mit der Schule kamen erst in der zweiten Hälfte des 18. Jahrhunderts dazu. Die Pfarrei und ein früheres kleineres Gotteshaus bestanden laut Urkunden schon vor 1184. Ernstkirchen ist die älteste Pfarrei des ehemaligen Landkreises Alzenau und wird deshalb als „Mutterkirche des Kahlgrundes“ bezeichnet. Es konnten insgesamt vier große Umbauten an der Kirche festgestellt werden. Auf den ursprünglichen romanischen Bau folgte um 1300 eine frühgotische Kirche mit Turm. Diese wurde 1621 renoviert und erhielt 1702 das neue Schiff. Am Dachstuhl kann auch heute noch die Breite des alten Schiffes festgestellt werden. Im Jahr 1730 wurde der alte Turm durch einen dreigeschossigen, sechseckigen Zwiebelturm ersetzt. 1738 bekam die Kirche die barocke Ausstattung, die 1862 teilweise von einer neugotischen ersetzt wurde. 1958 wurde erneut renoviert und die Neugotik wieder beseitigt. Teile des alten Altares befinden sich in der Kirche von Schimborn.

### Bildstein

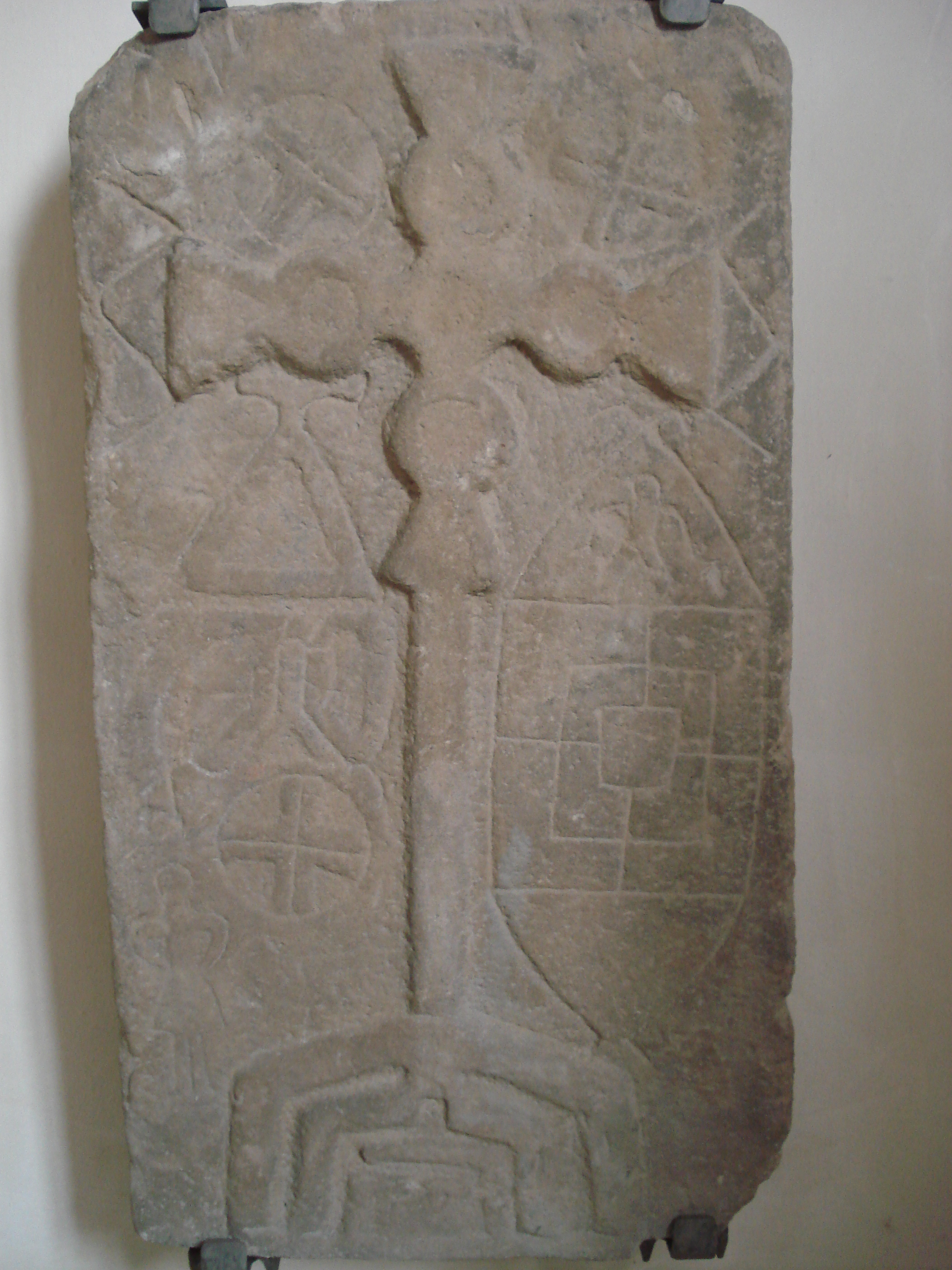
Der Bildstein

Im Mai 1958 entdeckte man bei Renovierungsarbeiten im Kirchengebäude unter dem Altar einen Bildstein im Boden vergraben, der aufgrund seiner vielen christlichen und vorchristlichen Zeichen und Verzierungen einmalig ist. Es wird angenommen, dass der Stein bei früheren Umbauten in den Boden gelegt wurde. Die Annahme, dass dieser Stein der Grabstein einer bedeutenden Person ist, ist berechtigt, da auch das Symbol der Totenrune darauf zu sehen ist. Weitere Gräber befinden sich unter dem Kirchenschiff und unter dem Fundament des Turms. Die Entstehung des Bildsteins wird im Jahr 800 geschätzt.